# Ischnopteris chloroclystata
Ischnopteris chloroclystata là một loài bướm đêm trong họ Geometridae.